# Tord Grip

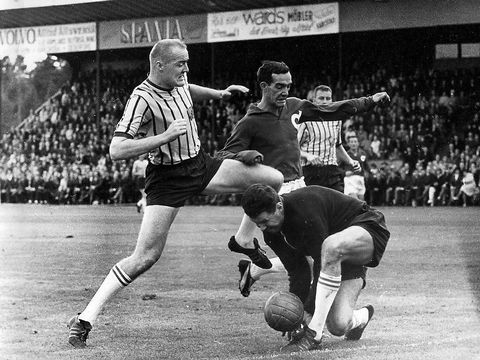
Grip (dunkles Trikot) im Zweikampf mit Hans Mild.

Tord Grip (* 13. Januar 1938 in Ytterhogdal, Gemeinde Härjedalen) ist ein schwedischer Fußballtrainer und ehemaliger Fußball- und Bandyspieler.

## Werdegang

### Spielerkarriere
Grip spielte zunächst in der Jugend bei Ytterhogdals IK. 1956 zog er nach Degerfors, um bei einer Stahlfirma zu arbeiten und nebenher Sport zu studieren. Dort spielte er bei Degerfors IF in der Division 1. 1959 gelang der Aufstieg in die Allsvenskan. 1966 wechselte er nach 119 Erstligaspielen, in denen ihm 41 Tore gelangen, zum Ligakonkurrenten AIK Solna. Hier bestritt er in drei Spielzeiten 56 Spiele und schoss 15 Tore. 1969 wechselte er als Spielertrainer zum Zweitligisten KB Karlskoga, wo er 1973 seine aktive Laufbahn beendete.
Zwischen 1963 und 1967 spielte Grip dreimal für die schwedische Nationalmannschaft. Außerdem bestritt er zwölf B-Länderspiele.

### Trainerkarriere
Nachdem Grip zwischen 1969 und 1973 bereits Spielertrainer bei KB Karlskoga gewesen war, wechselte er 1974 auf die Trainerbank von Örebro SK. Nach zwei Spielzeiten kehrte er 1976 zu seiner ersten Profistation als Spieler zurück und wurde Trainer bei Degerfors IF.
Ab 1977 betreute Grip als Trainerassistent von Georg Ericson die schwedische Nationalmannschaft. Nach der Weltmeisterschaft 1978 kehrte er zu Örebro SK zurück, trainierte aber parallel die U-21-Auswahl Schwedens. 1983 wurde er Cheftrainer bei Malmö FF. Zweimal konnte er mit dem Klub den schwedischen Pokal gewinnen.
1986 ging Grip ins Ausland und übernahm den Trainerposten bei Campobasso Calcio in Italien. 1987 wurde er norwegischer Nationaltrainer. Nach einem Jahr kehrte er zum Vereinsfußball zurück und betreute die Schweizer BSC Young Boys.
Ab 1991 war er wieder als Assistenztrainer tätig. Unter der Leitung von Tommy Svensson arbeitete er bis 1997 für die schwedische Fußballnationalmannschaft. 1995/96 arbeitete er parallel noch für den indonesischen Verband, als er die Olympiamannschaft übernahm. 1998 kehrte er im April zu den Young Boys zurück, um diese bis zur Sommerpause zu trainieren.
Seit 1998 ist Grip als Assistent von Sven-Göran Eriksson tätig. Zunächst betreute er mit ihm Lazio Rom, wo sie 2000 die italienische Meisterschaft gewannen. Später arbeiteten sie gemeinsam bei der englischen Nationalmannschaft. Nach der Weltmeisterschaft 2006 beendeten sie ihr Engagement beim englischen Verband. Anschließend betreuten sie gemeinsam Manchester City und später die mexikanische Nationalmannschaft. Nachdem Eriksson 2009 als Sportdirektor zu Notts County weiterzog, folgte er ihm als Berater bis zur Demission am 12. Februar 2010 nach ausstehenden Gehaltszahlungen.
Im September 2013 verpflichtete der englische Klub FC Southampton Grip als Scout für den skandinavischen Raum. Ende Februar übernahm er das Amt des Trainerassistenten für Auswahltrainer Albert Bunjaki für die kosovarische Auswahlmannschaft.

## Erfolge
- Schwedischer Pokalsieger: 1984, 1986
- Italienischer Meister: 2000 (als Assistenztrainer)